# Dan Malloy

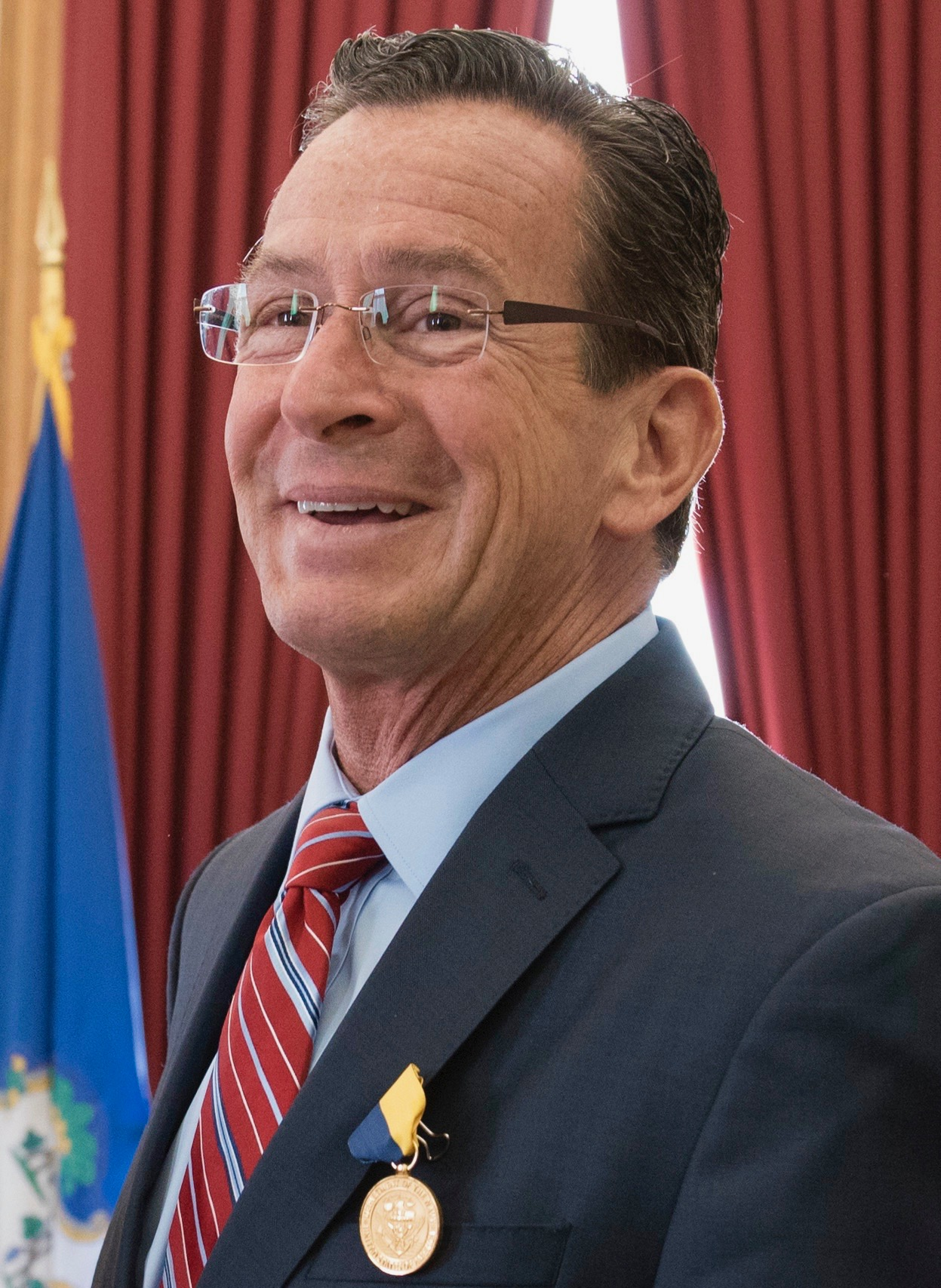
Dan Malloy (2016)

Dannel P. „Dan“ Malloy (* 21. Juli 1955 in Stamford, Connecticut) ist ein US-amerikanischer Politiker und war von 2011 bis 2019 Gouverneur des Bundesstaates Connecticut.

## Leben
Nach seiner Schulzeit studierte Malloy an der Law School des Boston Colleges Rechtswissenschaften. Nach dem Studiumsende war er als Rechtsanwalt tätig. Malloy ist Mitglied der Demokratischen Partei.
Von 1995 bis 2009 war Malloy Bürgermeister von Stamford. Am 2. November 2010 gewann er die Gouverneurswahl mit etwas mehr als 6000 Stimmen Vorsprung gegen den Republikaner Thomas C. Foley, woraufhin er am 5. Januar 2011 Amtsinhaberin M. Jodi Rell ablösen konnte. Am 4. November 2014 wurde er für eine zweite Amtszeit wiedergewählt. Angesichts schlechter Umfragewerte kündigte er seinen Verzicht auf eine mögliche dritte Amtszeit 2018 an. Anders als viele US-Bundesstaaten sieht die Verfassung von Connecticut keine Amtszeitbeschränkung vor. Malloys Mandat endete turnusgemäß im Januar 2019. Zu seinem Nachfolger wurde Ned Lamont, ebenfalls Demokrat, gewählt. Lamont hatte bereits 2010 für das Amt kandidiert, war jedoch in der demokratischen Vorwahl an Malloy gescheitert.
1982 heiratete er Cathy Malloy und hat mit ihr drei Kinder.